# Gran Premio motociclistico del Giappone 1987
Il Gran Premio motociclistico del Giappone 1987 fu la prima gara del Motomondiale 1987. Si disputò il 29 marzo 1987 sul circuito di Suzuka.
Si gareggiò in due classi, con le vittorie di Randy Mamola in classe 500 e di Masaru Kobayashi in classe 250. Kobayashi ottenne la prima vittoria nel motomondiale all'esordio in questa competizione.

## Classe 500

### Arrivati al traguardo
| Pos | Pilota              | Moto      | Giri | Tempo     | Griglia | Punti |
| --- | ------------------- | --------- | ---- | --------- | ------- | ----- |
| 1   | Randy Mamola        | Yamaha    | 22   | 57:22.889 | 8       | 15    |
| 2   | Wayne Gardner       | Honda     | 22   | +42.389   | 3       | 12    |
| 3   | Takumi Itō          | Suzuki    | 22   | +51.294   | 22      | 10    |
| 4   | Pierfrancesco Chili | Honda     | 22   | +1:20.353 | 17      | 8     |
| 5   | Ron Haslam          | Elf-Honda | 22   | +1:22.950 | 9       | 6     |
| 6   | Tadahiko Taira      | Yamaha    | 22   | +1:38.680 | 5       | 5     |
| 7   | Hiroyuki Kawasaki   | Yamaha    | 22   | +1:40.066 | 13      | 4     |
| 8   | Roger Burnett       | Honda     | 22   | +2:08.258 | 21      | 3     |
| 9   | Shinji Katayama     | Yamaha    | 22   | +2:16.331 | 19      | 2     |
| 10  | Raymond Roche       | Cagiva    | 22   | +2:28.180 | 12      | 1     |
| 11  | Norio Iobe          | Honda     | 21   | +1 giro   | 23      |       |
| 12  | Hisashi Yamana      | Honda     | 21   | +1 giro   | 29      |       |
| 13  | Simon Buckmaster    | Honda     | 21   | +1 giro   | 32      |       |
| 14  | Wolfgang von Muralt | Suzuki    | 21   | +1 giro   | 30      |       |
| 15  | Esko Kuparinen      | Honda     | 21   | +1 giro   | 30      |       |

### Ritirati
| Pilota             | Moto       | Giri | Motivo ritiro | Griglia |
| ------------------ | ---------- | ---- | ------------- | ------- |
| Niall Mackenzie    | Honda      | 21   | Caduta        | 1       |
| Mike Baldwin       | Suzuki     | 18   | Caduta        | 11      |
| Shunji Yatsushiro  | Honda      | 15   | Caduta        | 4       |
| Christian Sarron   | Yamaha     | 14   | Caduta        | 10      |
| Kevin Magee        | Yamaha     | 14   | Caduta        | 6       |
| Alessandro Valesi  | Honda      | 13   |               | 25      |
| Susumu Shimada     | Suzuki     | 11   |               | 27      |
| Gustav Reiner      | Honda      | 9    |               | 18      |
| Eddie Lawson       | Yamaha     | 8    |               | 2       |
| Robert McElnea     | Yamaha     | 5    |               | 7       |
| Norihiko Fujiwara  | Yamaha     | 4    |               | 20      |
| Marco Gentile      | Fior-Honda | 3    |               | 28      |
| Keiji Kinoshita    | Honda      | 2    | Caduta        | 16      |
| Didier de Radiguès | Cagiva     | 2    |               | 26      |
| Masaru Mizutani    | Suzuki     | 0    |               | 14      |

### Non partiti
| Pilota          | Moto   | Griglia |
| --------------- | ------ | ------- |
| Osamu Hiwatashi | Suzuki | 15      |
| Freddie Spencer | Honda  | 31      |

## Classe 250

### Arrivati al traguardo
| Pos | Pilota               | Moto    | Tempo     | Griglia | Punti |
| --- | -------------------- | ------- | --------- | ------- | ----- |
| 1   | Masaru Kobayashi     | Honda   | 51:15.600 | 3       | 15    |
| 2   | Sito Pons            | Honda   | +27.013   | 8       | 12    |
| 3   | Reinhold Roth        | Honda   | +27.551   | 7       | 10    |
| 4   | Masahiro Shimizu     | Honda   | +39.118   | 1       | 8     |
| 5   | Martin Wimmer        | Yamaha  | +50.515   | 2       | 6     |
| 6   | Juan Garriga         | Yamaha  | +1:01.421 | 11      | 5     |
| 7   | Patrick Igoa         | Yamaha  | +1:07.673 | 6       | 4     |
| 8   | Anton Mang           | Honda   | +1:20.079 | 10      | 3     |
| 9   | Masumitsu Taguchi    | Honda   | +1:30.890 | 4       | 2     |
| 10  | Takayoshi Yamamoto   | Yamaha  | +2:26.062 | 20      | 1     |
| 11  | Toshihiro Wakayama   | Yamaha  | +2:31.832 | 29      |       |
| 12  | Keiji Tamura         | Yamaha  | +2:32.654 | 18      |       |
| 13  | Luca Cadalora        | Yamaha  | +1 giro   | 15      |       |
| 14  | Harald Eckl          | Honda   | +1 giro   | 14      |       |
| 15  | Jean-François Baldé  | Honda   | +1 giro   | 25      |       |
| 16  | Guy Bertin           | Honda   | +1 giro   | 27      |       |
| 17  | Hiroo Takemura       | Honda   | +1 giro   | 31      |       |
| 18  | Jean-Michel Mattioli | Yamaha  | +1 giro   | 30      |       |
| 19  | Maurizio Vitali      | Garelli | +1 giro   | 23      |       |
| 20  | Bruno Bonhuil        | Honda   | +1 giro   | 33      |       |

### Ritirati
| Pilota               | Moto      | Motivo ritiro | Griglia |
| -------------------- | --------- | ------------- | ------- |
| Alan Carter          | Honda     | Caduta        | 13      |
| Fausto Ricci         | Honda     |               | 35      |
| Jacques Cornu        | Honda     | Caduta        | 9       |
| Carlos Cardús        | Honda     |               | 32      |
| Virginio Ferrari     | Honda     |               | 34      |
| Manfred Herweh       | Honda     |               | 22      |
| Shosuke Kita         | Honda     |               | 16      |
| Donnie McLeod        | EMC-Rotax |               | 26      |
| Stéphane Mertens     | Honda     | Caduta        | 17      |
| Kevin Mitchell       | Yamaha    |               | 28      |
| Jean-Philippe Ruggia | Yamaha    | Caduta        | 19      |
| Dominique Sarron     | Honda     | Caduta        | 5       |
| Hideshi Tomita       | Honda     |               | 24      |

### Non partiti
| Pilota             | Moto   | Griglia |
| ------------------ | ------ | ------- |
| Hiroshi Okumura    | Honda  | 12      |
| Yoshihisa Hasegawa | Honda  | 21      |
| Carlos Lavado      | Yamaha | 36      |